# Hannah Gadsby
Hannah Gadsby (Smithton, 12 de janeiro de 1978) é uma comediante, escritora, atriz e apresentadora de televisão australiana. Ela ganhou destaque depois de vencer a final nacional da competição Raw Comedy para novos comediantes em 2006 e, desde então, se apresentou internacionalmente em turnês, bem como na televisão e no rádio.
Em 2018, o lançamento pela Netflix de uma versão cinematográfica do stand-up de Gadsby, Nanette, expandiu sua carreira para o público internacional.
A partir de 2019, ela fez uma turnê nos EUA, Canadá e Austrália com seu novo show, Douglas .

## Infância e educação
Gadsby nasceu e cresceu em Smithton, uma pequena cidade na costa noroeste da Tasmânia, sendo a caçula de cinco filhos.
Ela freqüentou a Smithton High School de 1990 a 1995 e depois se mudou para Launceston College no ano 12, onde sofreu um colapso nervoso .
Gadsby iniciou os seus estudos na Universidade da Tasmânia, em Hobart, mas mudou-se para o continente para freqüentar a Universidade Nacional Australiana, onde se formou com um bacharelado em História da Arte e Curadoria em 2003.
Depois disso, ela trabalhou em livrarias em Canberra e tornou-se projecionista em um cinema ao ar livre em Darwin durante um tempo. Ela passou dois anos colhendo legumes e plantando árvores ao longo da costa leste da Austrália, antes de se tornar sem-teto (que mais tarde atribuiu em parte ao seu TDAH ) e doente o suficiente para exigir hospitalização.

## Carreira

### Stand-up
Foi em 2006, em uma visita a sua irmã em Adelaide, quando Gadsby entrou para o Raw Comedy, onde progrediu até ganhar o prêmio nacional. Como vencedora, ela foi enviada para o So You Think You´re Funny?, competição no Edinburgh Festival Fringe, onde ganhou o segundo prêmio. A partir desse ponto, ela realizou inúmeros shows em festivais pela Austrália, como Adelaide Fringe, Melbourne International Comedy Festival e Sydney Comedy Festival .
Seu espetáculo Nanette foi criado em parte como uma resposta ao debate público civil que ocorreu na Austrália antes que a lei fosse alterada para permitir o casamento entre pessoas do mesmo sexo e também em parte devido ao seu diagnóstico de TDAH e autismo, em uma performance descrita como inovador. Em 2018, a Netflix lançou a versão cinematográfica de Nanette, que a levou à atenção do público internacional. No Rotten Tomatoes, o episódio recebeu uma classificação de aprovação de 100%, com base em críticas de 46 críticos.
Em março de 2019, Gadsby visualizou seu novo show, Douglas, em Adelaide, antes de fazer turnê nos EUA e na Austrália, onde muitos shows tiveram seus ingressos esgotados com antecedência. No programa, ela explora novos assuntos pessoais "com empatia, inteligência e algumas metáforas extremamente relacionáveis", e cria algo "maior que a comédia", de acordo com um revisor do programa. A comediante diz não se importar com as opniões de algumas pessoas sobre o programa, se referindo a homens que reclamaram nas mídias sociais de que Nanette "não era uma comédia, mas uma palestra". Em maio de 2020, a Netflix lançou seu segundo espetáculo, Douglas.

### Papéis de TV
Gadsby co-escreveu e co-estrelou o programa de TV australiano Adam Hills Tonight por três temporadas, de fevereiro de 2011 a julho de 2013. Ela tinha segmentos regulares chamados "On This Day" e "Hannah Has A Go" e também apareceu no sofá, contribuindo como anfitrião Adam Hills entrevistou seus convidados.
Ela também co-escreveu (com Matthew Bate) e apresentou uma série de três partes no ABC, Hannah Gadsby's Oz, que foi ao ar em março de 2014. Produzida pela Closer Productions, esta série se propôs a "desmerecer os mitos da identidade australiana perpetuados pela [sua] arte nacional".
Além disso, ela co-escreveu 20 episódios da série do comediante Josh Thomas, Please Like Me (2013-2016) e apareceu como Hannah, uma versão fictícia de si mesma.

#### Participações de convidados
Gadsby apareceu como convidada em vários programas de TV na Austrália e em outros lugares, incluindo Rove Live (2009), Good News Week (2009), Spicks and Specks (2010), Agony (2012-2014), QI (2018), The Tonight Show, estrelado por Jimmy Fallon (2018, 2020), e game show da TV3, 7 Days . Ela foi apresentadora do 70º Primetime Emmy Awards de 2018, apresentando o prêmio de Melhor Direção de Série Dramática .
Ela também foi convidada do podcast de Conan O'Brien Conan O'Brien Needs a Friend em 2019.

### Relação com a arte
Entre 2009 e 2013, Gadsby apresentou tours de arte cômica em conjunto com a Galeria Nacional de Victoria, com temas como pinturas da Virgem Santa, dadaísmo, modernismo, impressionismo e nu na arte . Ela deu palestras sobre arte e abriu exposições.
Gadsby escreveu e apresentou dois documentários especiais para o programa Artscape na TV ABC : Hannah Gadsby Goes Domestic (2010)  e The NGV Story (2011). ) 
Oz de Hannah Gadsby (veja acima) também estava relacionado à arte.
Em 2015, ela escreveu e interpretou Hannah Gadsby: Arts Clown, uma série da BBC Radio 4 baseada em suas mostras de arte de comédia.

## Vida pessoal
Gadsby é abertamente lésbica e frequentemente se refere à sua sexualidade em seus textos de stand-up.
Ela foi diagnosticada com TDAH e autismo em 2017. Ela se refere ao autismo em seu programa de 2019, Douglas, de uma maneira que visa ajudar as pessoas a entenderem melhor a neurodiversidade como parte de uma variação normal da condição humana.
Gadsby é uma apoiante ativa de várias instituições de caridade. As organizações que ela ajudou incluem Big Brothers Big Sisters de Melbourne, Edmund Rice Camps de Victoria e a Missão do Sagrado Coração . Ela já se apresentou no The Breast Darn Show in Town duas vezes.

## Shows ao vivo
- 2007: Hannah Gadsby está errada e quebrada . Adelaide Fringe
- 2008: Meat the Musical com Amelia Jane Hunter. Festival Internacional de Comédia de Melbourne, Teatro Enmore
- 2009: Kiss Me Quick, I'm Full Of Jubes (show solo). Festival Internacional de Comédia de Melbourne, Festival Internacional de Comédia da Nova Zelândia, Festival de Edimburgo Fringe, Festival de Fringe de Melbourne
- 2009, 2010, 2011: A História da Galeria Nacional de Victoria (palestra sobre história da arte). GNV, durante o Festival Internacional de Comédia de Melbourne
- 2010: The Cliff Young Shuffle (show solo). Festival Internacional de Comédia de Melbourne, Adelaide Fringe, Festival de Comédia de Sydney, Festival de Comédia de Brisbane, Festival Internacional de Comédia da Nova Zelândia, Festival de Edimburgo Fringe
- 2011: Mary. Contrário. (show solo). Franja do Festival de Edimburgo
- 2011: Mrs Chuckles (show solo). Teatro Belvoir St, Festival Internacional de Comédia de Melbourne, Adelaide Fringe, Festival de Comédia de Brisbane, Wild West Comedy Fest ( Perth ), Festival Internacional de Comédia da Nova Zelândia, Campbelltown Arts Centre, Festival de Edimburgo Fringe, Soho Theatre
- 2012: Mary. Contrário. (palestra de arte). Galeria Nacional de Victoria durante o Festival Internacional de Comédia de Melbourne, Fringe Festival de Edimburgo
- 2012: Hannah Wants A Wife (show solo).[33] Adelaide Fringe, Festival Internacional de Comédia de Melbourne, Festival de Comédia de Brisbane, Festival Internacional de Comédia de Perth, Festival de Edimburgo Fringe
- 2013: Mary. Contrário. (palestra de arte). Dez dias na ilha, Kings Place
- 2013: Nakedy Nudes (palestra de arte). Galeria Nacional de Victoria durante o Festival Internacional de Comédia de Melbourne, Franja do Festival de Edimburgo, Campbelltown Arts Centre, Artspace Mackay
- 2013: Felicidade é uma mesa de cabeceira (show solo). Adelaide Fringe, Festival Internacional de Comédia de Melbourne, Festival de Comédia de Brisbane, Festival de Comédia de Perth, Franja do Festival de Edimburgo, Canberra Theatre Centre, Teatro Soho, Festival de Comédia de Brighton, The Comedy Store ( Sydney ) [34]
- 2014: Nakedy Nudes / Mary. Contrário. Arte australiana (palestra de arte). Série de palestras sobre arte do NGV, Melbourne
- 2014: O Exibicionista (show solo). Adelaide Fringe, Festival Internacional de Comédia de Melbourne, Festival de Comédia de Brisbane, Dez Dias na Ilha ( Spiegeltent Hobart ), Festival de Comédia de Canberra, Festival Internacional de Comédia de Perth, Festival de Comédia Internacional de Perth, Franja de Festival de Edimburgo, Teatro Soho
- 2015: Hannah Gadsby Live (show solo). A loja de comédia ( Sydney )
- 2015: Art Lite (palestra de arte). Adelaide Cabaret Festival
- 2015: Donkey (show solo). Festival de Comédia de Brisbane, Adelaide Fringe, Festival Internacional de Comédia de Melbourne, Festival de Comédia de Perth, Festival de Darwin
- 2016: Dogmatic (show solo). Adelaide Fringe, Brisbane Comedy Festival, Canberra Comedy Festival, Melbourne International Comedy Festival, Perth Comedy Festival, Belvoir St Theatre, Wagga Wagga, Soho Theatre
- 2017-2018: Nanette (show solo). Fringe World, Adelaide Fringe, Dia Internacional da Mulher - Sydney Opera House, Dez Dias na Ilha - Hobart, Brisbane Comedy Festival, Canberra Comedy Festival, Melbourne International Comedy Festival,[3] Wollongong, Edimburgo Fringe Festival, Teatro Soho, Centro de Artes Melbourne, Ópera de Sydney, Teatro Soho - Return Run, SoHo Playhouse
- 2019: Douglas (show solo). Dunstan Playhouse, Adelaide ; Centro de Artes Melbourne ; inúmeros locais nos EUA; de volta à Austrália em dezembro

## Filmografia (TV)

### Escritora e intérprete
- 2011: Hannah Gadsby: Kiss Me Quick, I'm Full of Jubes (série 1, ep. 1 da série Warehouse Comedy Festival de performances ao vivo de stand-up)
- 2012–2013: Adam Hills Tonight (série - co-roteirista e apresentador em 22 episódios)
- 2013: Hannah Gadsby: Mrs Chuckles (série 2, ep. 9 da série Warehouse Comedy Festival)
- 2014: Oz de Hannah Gadsby ( minissérie de documentários)
- 2014–2016: Please Like Me (série sitcom - co-roteirista e ator em 22 episódios)
- 2015: Hannah Gadsby: Renaissance Woman (minissérie de documentários) - também produtora[35]
- 2018: Nakedy Nudes, de Hannah Gadsby (mini-série documental)
- 2018: Hannah Gadsby: Nanette (filme de stand-up ao vivo)
- 2020: Hannah Gadsby: Douglas (filme de stand-up ao vivo)

### Atriz
- 2009–2010: Os bibliotecários (série de TV) - como Carmel (2 episódios)
- 2013: Underbelly - como Charlie (3 episódios)
- 2014–2016: Please Like Me (série de TV) - como Hannah (22 episódios) [36]

## Obras e publicações
- Gadsby, Hannah (2018). Ten Steps to Nanette. Allen & Unwin. Sydney: [s.n.] ISBN 978-1-742-37403-1. OCLC 1014018703  Gadsby, Hannah (2018). Ten Steps to Nanette. Allen & Unwin. Sydney: [s.n.] ISBN 978-1-742-37403-1. OCLC 1014018703  Gadsby, Hannah (2018). Ten Steps to Nanette. Allen & Unwin. Sydney: [s.n.] ISBN 978-1-742-37403-1. OCLC 1014018703

## Prêmios
- 2006: Raw Comedy de Triple J , vencedora
- 2006: Fringe Festival de Edimburgo, então você acha que é engraçado? - Segundo lugar
- 2007: Adelaide Fringe, Prêmio de Melhor Comédia Emergente
- 2008: Festival Internacional de Comédia de Melbourne, Moosehead Award por Meat the Musical - com Amelia Jane Hunter
- 2008: Sydney Comedy Festival, Prêmio Escolha dos Diretores
- Prêmio Escolha dos Diretores do Festival 2010 - Vencedora - Melbourne International Comedy Festival
- 2010: Prêmio Helpmann de Melhor Artista de Comédia - nomeada para The Cliff Young Shuffle
- 2011: Festival Internacional de Comédia de Melbourne, indicada ao Barry Award por Mrs Chuckles
- 2011: Prêmio Helpmann de Melhor Artista de Comédia - nomeada para Mrs Chuckles
- 2013: Prêmio Helpmann de Melhor Artista de Comédia - indicada para a Felicidade é uma Mesa de Cabeceira
- 2013: Festival Internacional de Comédia de Melbourne, indicada ao Barry Award por Felicidade é uma Mesa de Cabeceira
- 2017: Adelaide Fringe, Melhor Comédia para Nanette
- 2017: Festival Internacional de Comédia de Melbourne, vencedora do Barry Award por Nanette[3]
- 2017: Prêmio Helpmann de Melhor Artista de Comédia para Nanette
- 2017: Prêmio Fringe Comedy Festival de Edimburgo - vencedora conjunto de Nanette, empatado com John Robins por The Darkness of Robins[37]
- 2019: Primetime Emmy Award por Melhor Roteiro para um Especial de Variedades para Nanette